# Isotrias joannisana
Isotrias joannisana es una especie de polilla de la familia Tortricidae. Se encuentra en el centro y sur de Italia. También existen registros para Francia y España.
La envergadura es de 16 a 17 mm.